# ¡Todos los caminos del marxismo conducen a Moscú!

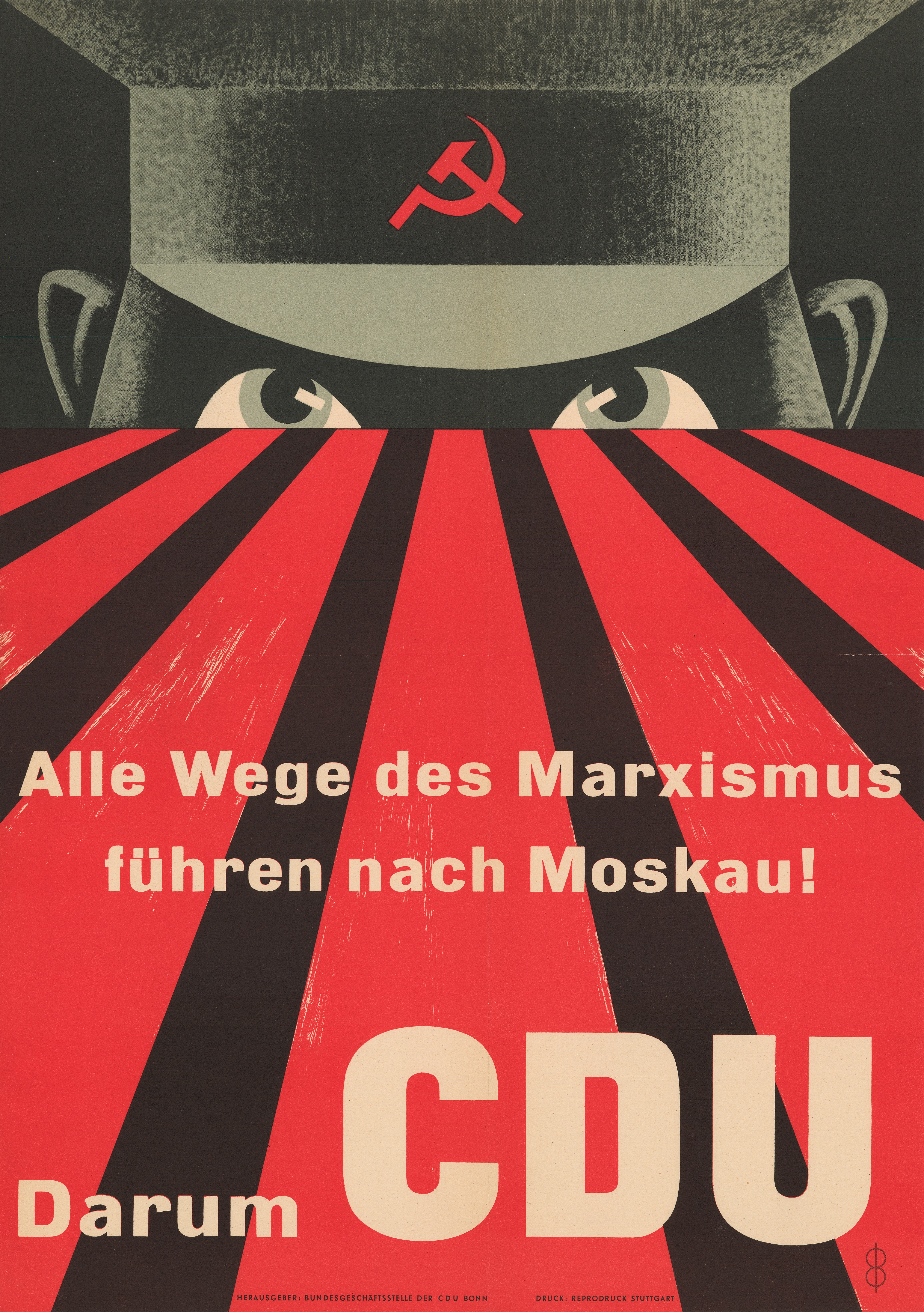
Cartel electoral de la CDU de 1953

¡Todos los caminos del marxismo conducen a Moscú! (originalmente en alemán: Alle Wege des Marxismus führen nach Moskau!) es un eslogan de campaña electoral que apareció en un conocido cartel electoral anticomunista de los partidos de la Unión para las elecciones federales de 1953.

## Descripción
El cartel está dividido en dos partes, con la parte superior cubriendo alrededor de un tercio. Arriba se muestra la parte superior de la cabeza de un hombre que lleva una gorra con visera que se asemeja a las gorras del Ejército Rojo. Muestra el símbolo rojo de la hoz y el martillo. El hombre mira fijamente al espectador. La parte inferior muestra líneas rojas y grises que se dirigen hacia el rostro del hombre a modo de punto de fuga. Cruzando las líneas está el eslogan en dos líneas y letras blancas: "¡Todos los caminos del marxismo conducen a Moscú!". Debajo hay una línea separada del eslogan "Por lo tanto CDU " o "Por lo tanto CSU".

## Interpretación
Para Angelika Plum, la representación del enemigo como un gigante que mira al horizonte difícilmente puede incrementarse en su monumentalidad. Para Hermann Burkhardt, el espectador del cartel "toma el lugar de la víctima, un ratón, un animal pequeño e indefenso, un ser humano diminuto a merced de las garras y la boca de un monstruo abrumador". Christoph Hamann ve la gorra del uniforme como un símbolo de una sociedad militarista.
Para Gerhard Paul son posibles dos interpretaciones de las líneas que conducen al hombre. Por un lado, podrían argumentar que el marxismo conduce inevitablemente a las profundidades del espacio y, por lo tanto, al bolchevismo. Por otro lado, también podrían interpretarse como rayos de hechizo que emanan de la mirada hipnótica del hombre. Esta visión también activa “los temores de vigilancia y espionaje asociados con el sistema soviético”. Para Plum, también, las líneas atraen al espectador bajo el hechizo del hombre. Según Paul, la escritura dispuesta verticalmente a las líneas forma un cerrojo a través del cual la Unión como único faro de esperanza contra el totalitarismo comunista que está en la foto.
Esta falta de alternativas también se enfatiza con la consigna, que generalmente devalúa los programas de los partidos de izquierda con la frase “Todos los caminos…”. El objetivo principal fue el SPD, el mayor partido de la oposición. Además, la consigna debe desencadenar el miedo al comunismo, al marxismo y a la Unión Soviética. Sin embargo, según Fritz Hermanns, esto solo fue posible porque este miedo ya había prevalecido en gran parte de la población y solo había que volver a activarlo. Además, el eslogan también puede leerse como un argumento racional. De las dos premisas "El socialismo lleva al estalinismo" y "No queremos el estalinismo", la conclusión lógica podría ser que hay que votar por un partido que no quiere el socialismo. Además de la afirmación de que un gobierno del SPD conduciría a condiciones similares a las de la Unión Soviética, también es posible que Gerd Müller interprete que el SPD tiene conexiones con Moscú y es controlado por otros desde allí.

## Creación y plantillas

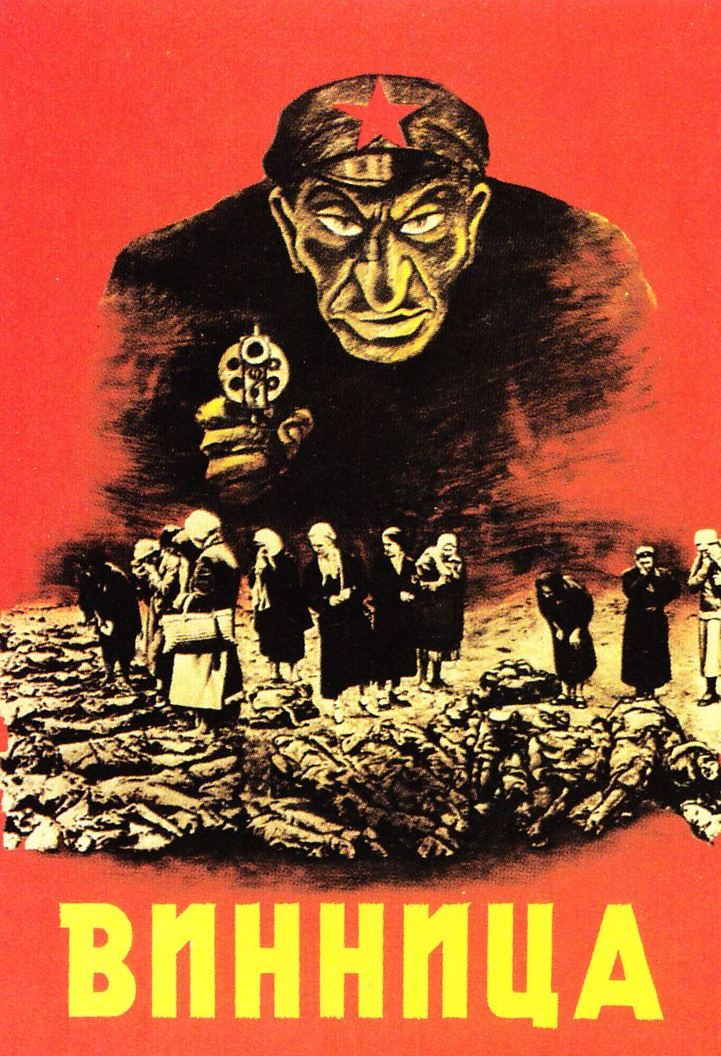
Cartel de propaganda nazi (1943) sobre la masacre de Vínnitsa.

Se dice que el cartel fue diseñado por dos artistas gráficos de Wuppertal llamados Bonk y Brandt basándose en una postal de propaganda de la Unión Popular por la Paz y la Libertad. Se dice que el diseño de esta postal se remonta a Eberhard Taubert y Rudolf Fust, quienes habían trabajado anteriormente para la propaganda nacionalsocialista.
Dos carteles de propaganda de guerra antialemanes estadounidenses pueden haber servido como plantillas adicionales. Primero, el cartel de la Primera Guerra Mundial diseñado por Frederick Strothmann, Beat back the Hun with Liberty Bonds, que muestra a un soldado alemán con un casco con púas, manos ensangrentadas y una bayoneta acechando en el horizonte, amenazando al mundo. En segundo lugar, el cartel Te está mirando de 1942, diseñado por Glenn Grohe, en el que se aprecia la parte superior de la cabeza de un soldado de la Wehrmacht con casco de acero que fija al espectador con la mirada fija.
Gerhard Paul también recuerda el cartel de un cartel de propaganda nacionalsocialista de 1943, que describe la masacre de Vínnitsa como un crimen judío-comunista. Encima de la foto de los cadáveres exhumados, se puede ver a un hombre apuntando con un revólver directamente al espectador. Lleva un sombrero con una estrella roja y tiene los "rasgos faciales judíos" típicos de la propaganda nazi.
Angelika Plum ve similitudes en las líneas rojas con los rayos de sol rojos de la bandera militar japonesa Kyokujitsuki, que se usaba a menudo en los carteles de propaganda antijaponesa durante la Segunda Guerra Mundial.
Se dice que el eslogan del cartel se basa en la frase "Todos los caminos conducen a Roma".

## Crítica
Además de abusar del miedo al bolchevismo para fines políticos de partido, las críticas al cartel también están dirigidas a la difamación del SPD por su supuesta proximidad a la Unión Soviética. Esto pondría en entredicho el consenso antitotalitario de los partidos democráticos en la joven República Federal. Estas acusaciones también son falsas, ya que el SPD era en ese momento más anticomunista que nunca y no se dejaba superar por otros partidos. Sin embargo, no fue hasta 1959 que el SPD eliminó las últimas referencias marxistas de su agenda con el Programa Godesberg.

## Consecuencias
El cartel y el eslogan tuvieron un impacto más allá de la campaña electoral federal de 1953. Así, el eslogan pasó al lenguaje cotidiano y el motivo al lenguaje visual de la República Federal. Además, el cartel se muestra a menudo en libros escolares y exposiciones como una imagen llamativa de la República Federal temprana. Friederike Höhn lo describe como un icono.
El motivo también ha sido adaptado varias veces. En 1972, por ejemplo, el NPD utilizó un motivo muy similar en uno de sus carteles electorales. El hombre representado en él tiene una cara diferente y lleva un sombrero de piel ruso. El lema del cartel dice: "La renuncia es una traición (dicho por el propio Brandt-1963). Defiéndete de la amenaza roja. DNP". Por lo tanto, se dirigió contra la Ostpolitik de Willy Brandt.
Una portada de Der Spiegel de 2007 también adaptó el cartel. Muestra al presidente ruso, Vladímir Putin, con un sombrero de piel. Las líneas rojas han sido reemplazadas por tuberías de gas. Al fondo se pueden ver torres de perforación y pozos. El título del número es The State of Gazprom. El imperio energético de Putin.
El 16 de marzo de 2014, el periódico dominical Frankfurter Allgemeine publicó un extracto del cartel electoral sobre el artículo principal Moscú toma a Ucrania en las tenazas, que se ocupaba de la crisis de Crimea. En el mismo número, junto con el artículo La gran ilusión de Steinmeier, se mostró una imagen de Frank-Walter Steinmeier, con rayas de color rojo grisáceo que se extendían en el fondo. Estas representaciones fueron criticadas por el vicepresidente del grupo parlamentario del SPD, Axel Schäfer, en un correo electrónico a la FAS como difamatorias del SPD.
El Rheinische Post usó un recorte del cartel en la portada de su edición del 14 de mayo de 2016 bajo el título Rusia ataca en línea. La hoz y el martillo fueron reemplazados por la bandera de Rusia.